# اولنه (کمون)
اولنه (به فرانسوی: Aullène) یک کمون در فرانسه است که در canton of Tallano-Scopamène واقع شده‌است. اولنه ۴۰٫۹۲ کیلومتر مربع مساحت دارد ۸۵۰ متر بالاتر از سطح دریا واقع شده‌است.